# Nives Ličen
Nives Ličen, slovenska andragoginja, * 1959, Postojna.
Predava na Oddelku za pedagogiko in andragogiko Filozofske fakultete Univerze v Ljubljani.